# Fang (alkemist)
Fang, som levde under första århundradet f.Kr., var en kinesisk kemist.
Hon är den tidigaste kvinnliga forskare som finns dokumenterad.[källa behövs] Hon är endast känd under sitt familjenamn Fang. Hon studerade alkemi med en av kejsar Han Wudis gemåler. Fang är berömd i historien för att hon ska ha lyckats omvandla kvicksilver till silver. Hon misshandlades av sin make sedan han förgäves krävt att hon skulle avslöja hur hon hade gjort, och begick självmord.